# Kilindi
Kilindi è una circoscrizione rurale (rural ward) della Tanzania situata nel distretto di Kilindi, regione di Tanga. Conta una popolazione di 11 093 abitanti (censimento 2012).